# Communauté de communes du Pays d'Uzel-près-l'Oust
La communauté de communes du Pays d'Uzel-près-l'Oust  est une ancienne communauté de communes française, située dans le département des Côtes-d'Armor, en région Bretagne.
Elle a fusionné avec d'autres pour former, le 1er janvier 2014, la nouvelle CIDERAL.

## Historique
Succédant au Syndicat de la Gare créé en 1971, la Communauté de communes du Pays d'Uzel-près-l'Oust, constituée de trois communes,  est créée par arrêté préfectoral du 6 décembre 1994.
Possédant moins de 5 000 habitants, l'intercommunalité disparaît lorsque l'ensemble de ses communes intègre le 1er janvier 2014 la Communauté intercommunale pour le développement de la région et des agglomérations de Loudéac.

## Territoire communautaire

### Composition
La communauté de communes était composée des 3 communes suivantes :
- Uzel (1 122 habitants en 2013)
- Allineuc (590 habitants en 2013)
- Saint-Hervé (424 habitants en 2013)

## Organisation

### Liste des présidents
| Période      | Période       | Identité          | Étiquette | Qualité                            |
| ------------ | ------------- | ----------------- | --------- | ---------------------------------- |
| janvier 1995 | avril 2001    | Bernard Étienne   | UDF       | Maire de Saint-Hervé (1983 → 2008) |
| avril 2001   | décembre 2013 | Pierre Le Helloco | PS        | Maire d'Uzel (2001 → 2014)         |